# Vampiri nel folclore americano
Il vampiro nel folclore americano.

## Storia
Tra gli amerindi del Nord America, presso cui era molto popolare la figura del vampiro, era diffusa la leggenda del wendigo. Un divoratore di corpi, cervelli ed anime di esseri umani. Spesso era raffigurato con un lungo naso che, introdotto nell'orecchio del malcapitato, serviva per succhiarne via il cervello. Caratteri simili presenta la leggenda del demone dal dito di ferro della mitologia cherokee.
In Messico la mitologia vampirica ha prodotto un'altra figura molto diffusa: la Ciuateteo, una donna morta durante il suo primo parto. Queste creature spesso vengono chiamate Ciuapipiltin, che significa principessa, per placarle con un appellativo nobile. Talvolta sono ritenute lo spettro di un bimbo morto in culla e infestano la notte possedendo i corpi dei bambini cui portano paralisi e altre malattie. Sono sempre pallide, con le braccia tinte di bianco e praticano, come si ritiene facciano tutte le streghe, il vampirismo. Lanciano i loro malefici dai crocicchi, dove vengono lasciate loro offerte di pezzi di pane.
Sempre in Messico ci sono i tlaciques, che si trasformano in palle di fuoco o in tacchini selvatici, e le civitateo, streghe-vampiro, di sicura origine azteca, vestite di stracci, vecchie e scheletriche, che assalgono i bambini agli incroci.
In Cile, infine, ci sono il pihuchen, un serpente alato in grado di succhiare il sangue a distanza, e il Chonchon, una testa umana con grandi orecchie che gli servono da ali.
In Costa Rica circola la leggenda degli hupia, spettri senza volto che rapirebbero i bambini di notte per succhiare loro il sangue.
Nel Suriname è presente la figura dell'Azeman, spirito malvagio femminile con caratteristiche sia del licantropo che del vampiro.